# Véronique Pons
Véronique Pons est une footballeuse française née le 27 mai 1987 à Marseille.

## Biographie
Lors de la saison 2000-2001, Véronique Pons perd en finale de la Coupe fédérale féminine des moins de 13 ans avec l'ASPTT Marseille aux côtés de Caroline Pizzala. Les deux femmes se suivent ensuite à plusieurs reprises durant leur carrière.
Elle évolue au poste de gardienne de but au Paris Saint-Germain et en Équipe de France militaire. Elle joue aussi en Équipe de France des moins de 20 ans et en Équipe de France des moins de 21 ans.
Au début de la saison 2007-2008, elle se blesse aux ligaments croisées ce qui la rend indisponible pour toute la saison. C'est l'expérimentée Bente Nordby qui la supplée à partir de janvier 2008 dans les cages lyonnaises.

## Carrière
- 1999-2001 : ASPTT Marseille
- 2001-2003 : Celtic Marseille
- 2003-2004 : Centre national de formation et d'entraînement de Clairefontaine
- 2004-2005 : Saint-Memmie Olympique
- 2005-2006 : Centre national de formation et d'entraînement de Clairefontaine
- 2006-2007 : Toulouse FC
- 2007-2011 : Olympique lyonnais
- 2011-2014 : Paris Saint-Germain

## Palmarès
- Avec l'Olympique lyonnais
  - Championne de France (4) : 2008, 2009, 2010 et 2011
  - Challenge de France (1) : 2008
  - Finaliste de la Ligue des champions (1) : 2010
  - Vainqueur de la Ligue des champions (1) : 2011